# Aedes flavicollis
Aedes flavicollis är en tvåvingeart som beskrevs av Edwards 1928. Aedes flavicollis ingår i släktet Aedes och familjen stickmyggor.
Artens utbredningsområde är Nigeria. Inga underarter finns listade i Catalogue of Life.